# Lord-Nelson-Klasse
Die Lord-Nelson-Klasse war eine Klasse von zwei Einheitslinienschiffen (engl. pre-dreadnought), die Mitte der 1900er Jahre für die Royal Navy gebaut wurden. Nach ihrer Indienststellung wurden sie zunächst der Home-Fleet, bei Kriegsbeginn der Kanal-Flotte und 1915 der Mittelmeerflotte zugeteilt, wo sie sich an den Marineoperationen in der Schlacht von Gallipoli beteiligten. 1919 kehrten beide Schiffe wieder in die Heimat zurück und wurden der Reserve unterstellt. Die Lord Nelson wurde 1920 und die Agamemnon 1927 abgewrackt.

## Geschichte
Die Schiffe der Lord-Nelson-Klasse waren die ersten Schlachtschiffe, für die DNC Philip Watts verantwortlich war. Sie wurden so konzipiert, dass sie ihren ausländischen Konkurrenten nicht nur, wie es zuvor der Fall gewesen war, ebenbürtig, sondern eindeutig überlegen waren. Es wurde nach den besten Alternativen zu den Standardentwürfen der letzten zehn Jahre gesucht, doch brauchte es mehr als 23 Entwürfe, um das endgültige Design zu erhalten. Am 1. August 1904 wurde die endgültige Fassung erstellt, aber keines der Schiffe wurde bis Mai 1905 auf Kiel gelegt, da die Kontroverse um die Dreadnought andauerte, die beide Neubauten obsolet machen würde. Es wurde erwogen, die Schiffe mit einer einheitlichen Bewaffnung als all-big-gun-Schiffe auszustatten, aber die Arbeiten waren zu weit fortgeschritten, um größere Änderungen vorzunehmen, so dass beide Schiffe als die letzten mit einer Hauptbewaffnung aus gemischten Kalibern fertiggestellt wurden.

## Konstruktion

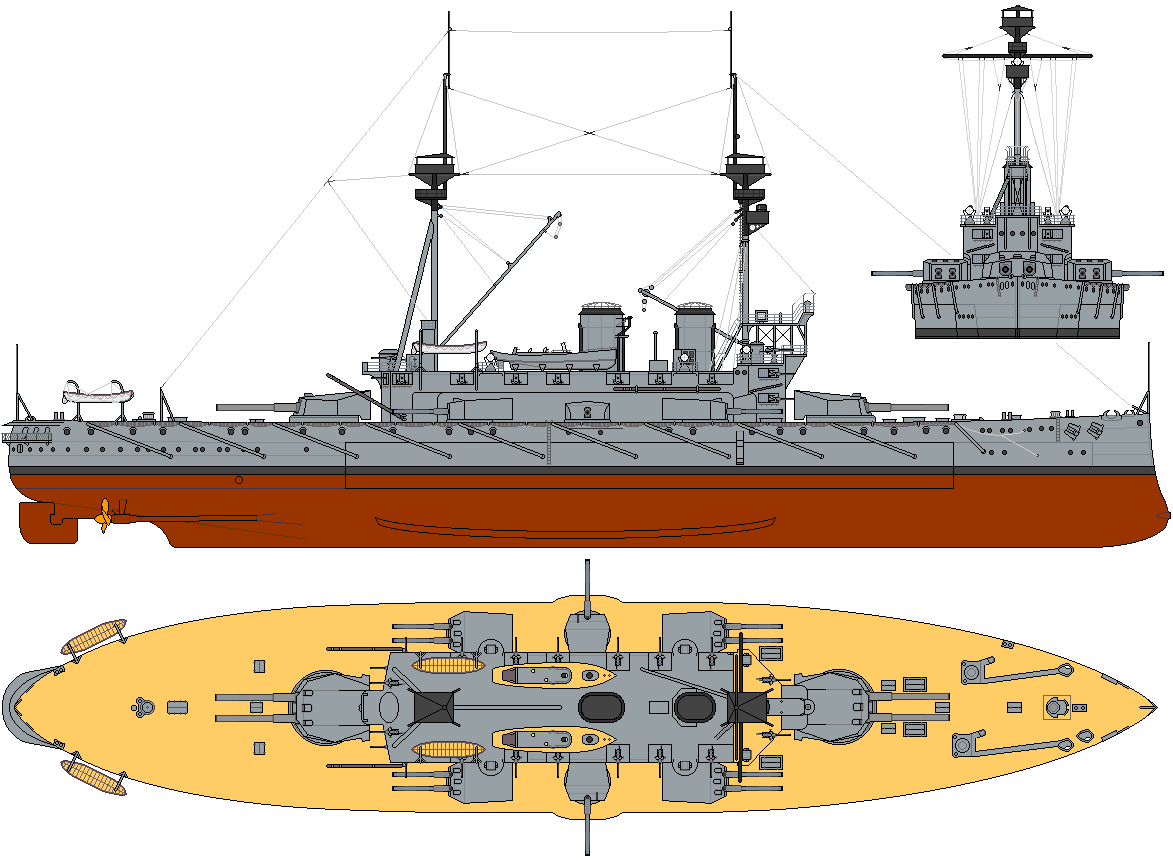
Seitenriss und Decksplan der HMS Agamemnon

Die Schiffe hatten eine Gesamtlänge von 135,18 m, eine Breite von 24,20 m und einen Tiefgang von 8 m. Die Verdrängung lag zwischen 15.604 t und 19.213 t. Vorgegeben war von der Admiralität eine Verdrängung von 14.000 long tons, damit die Schiffe wie ihre Vorgänger, die Schiffe der Duncan-Klasse, die Trockendocks in  Chatham, Portsmouth und Devonport nutzen konnten, was sich negativ auf das Design auswirkte. Dennoch mussten die Docks erweitert werden.

### Antrieb
Die Schiffe der Lord Nelson-Klasse waren mit zwei Vierzylinder-Verbunddampfmaschinen ausgestattet ausgestattet, die jeweils eine Welle antrieben und insgesamt 16.750 Shp (12.320 kW) entwickelten, womit sie eine Höchstgeschwindigkeit von 18 Knoten (33 km/h) erreichten. Der Dampf wurde von fünfzehn Babcock&Wilcox- bzw. Yarrow-Wasserrohrkesseln (Agamemnon) erzeugt. Zusätzlich konnten die Schiffe mit Öl befeuert werden. Sie konnten maximal 2.204 t Kohle und 1.107 t Heizöl (Lord Nelson) bzw. 2.228 t Kohle/1.064 t Heizöl (Agamemnon) mitführen, was ihnen bei 10 Knoten (19 km/h) eine Reichweite von 5.390 Seemeilen (9.982 km) nur mit Kohle und 9.180 Seemeilen (17.001 km) mit beiden Brennstoffen ermöglichte. Die Schiffe waren mit Öleinspritzung ausgestattet, um die Verbrennungsrate der Kohle zu erhöhen. Sie waren die letzten Großkampfschiffe mit Kolbendampfmaschinen und zwei Schrauben. Alle zukünftigen Klassen besaßen Dampfturbinen mit vier Schrauben. Darüber hinaus waren sie die letzten mit nach innen drehenden Schrauben. Diese Konstruktion erlaubte eine höhere Antriebskraft und führte zu leicht höheren Geschwindigkeiten sowie einem geringeren Betriebsstoffverbrauch, erzeugte jedoch Verwirbelungen am Ruder, was zu einer langsameren Reaktion bei Kursänderungen führt.

### Bewaffnung
Die Hauptbewaffnung der Schiffe der Lord Nelson-Klasse bestand aus vier 305-mm-Geschützen in zwei Zwillingstürmen, je einer vor und hinter den Aufbauten. Die Kanonen hatten bei einer maximalen Elevation von +16 (nach anderen Angaben 13,5) Grad und einer Mündungsgeschwindigkeit von 830 m/s eine Reichweite von 18.690 m. Ihre Sekundärbewaffnung bestand aus zehn 234-mm-Kanonen, von denen sich vier in Doppelgeschütztürmen in den Ecken der Aufbauten und die anderen in Einzelgeschütztürmen mittschiffs an Back- und Steuerbord befanden. Die Geschütze hatten bei einer maximalen Elevation von +15 Grad und einer Mündungsgeschwindigkeit von 880 m/s eine Reichweite von 14.180 m. Zur Abwehr von Torpedobooten waren die Schiffe mit zwanzig 76-mm-12-Pfünder- und zwei 47-mm-Hotchkiss-Schnellfeuergeschützen in den Aufbauten ausgestattet. Außerdem hatten die Schiffe fünf 457-mm-Unterwasser-Torpedorohre, von denen sich jeweils zwei auf jeder Breitseite und eines im Heck der Schiffe befand.

#### Munition
Die Schiffe waren die ersten, die mit Mk VIa 4crh APC (armour-piercing capped) panzerbrechenden Wuchtgeschossen mit einem Gewicht von 389 kg ausgestattet waren, von denen die Schiffe zusätzlich zu den 160 vorhandenen Granaten weitere 160 Stück an Bord hatten. Für die 234-mm-Kanonen standen insgesamt 1.000 Granaten, davon 500 panzerbrechende, mit einem Gewicht von je 174 kg zur Verfügung. Weiterhin waren 5.520 Granaten für die 76-mm-Geschütze an Bord.

### Panzerung
Die Panzerung der Lord-Nelson-Klasse war von der der King-Edward-VII-Klasse abgeleitet, unterschied sich aber durch einen schwereren und umfangreicheren Schutz. Der Panzergürtel bestand aus Krupp-Zementstahl und erstreckte sich über die gesamte Länge des Schiffes. Er war Mittschiffs 305 mm dick und erstreckte sich 58 m von der der vorderen bis zur hinteren Barbette. Er hatte eine Höhe von 2,10 m davon befanden sich 0,60 m über und 1,50 m unter der Wasserlinie. Von der hinteren Barbette bis zum Heck verjüngte sich der Gürtel auf 102 mm und von der vorderen Barbette bis zum Bug auf 152 mm. Darüber verlief weiterer Plankengang der Mittschiffs 203 mm dick war, sich zum Bug auf 102 mm verjüngte und achtern in einem 203 mm Querschott endete das die Panzerung mit der achteren Barbette verband.
Die Geschütztürme der 305-mm-Kanonen waren rundherum 305 mm dick und hatten ein Dach, das durch 76 mm Panzerung geschützt wurde. Die Barbetten waren über dem Oberdeck ebenfalls 305 mm dick. Darunter reduzierte sich die Panzerung der vorderen Barbette auf 203 mm, während die hintere Barbette ihre volle Panzerung behielt. Die Innenseiten der Barbetten waren zwischen 76 mm und 101 mm dick. Die Hauben der 234-mm-Geschütztürme hatten eine Panzerung zwischen 178 mm und 203 mm an den Seiten und ein 51 mm dickes Dach. Das Schiff hatte drei gepanzerte Decks mit einer Stärke von 19 mm bis 102 mm. Der vordere Kommandoturm war rundherum durch 305 mm Panzerung und auf dem Dach durch 76 mm geschützt. Der hintere Kommandoturm war rundum mit 76 mm-Panzerplatten versehen.

## Einsatz
Beide Schiffe wurden 1908 in Dienst gestellt und dienten in der Home Fleet bis zum Ausbruch des Ersten Weltkrieges im August 1914. Nachdem sie zu Kriegsbeginn bei der Channel Fleet eingesetzt worden waren, verbrachten sie den Rest des Krieges im Mittelmeer, wo sie an den Angriffen auf türkische Küstenbefestigungen und der Unterstützung der Landungsoperation in den Dardanellen beteiligt waren. Später blockierten sie den deutschen Schlachtkreuzer Goeben vor der Dardanellen, waren jedoch bei deren Ausbruch am 20. Januar 1918 zu weit entfernt und konnten den Durchbruch daher nicht verhindern. Im November 1918 waren beide Schiffe Teil des ersten britischen Geschwaders, das die Dardanellen nach dem Waffenstillstand passierte.

## Schiffe der Klasse

### HMSLord Nelson
- 18. Mai 1905 Kiellegung
- 4. September 1906 Stapellauf
- 1. Dezember 1908 Indienststellung
- 5. Januar 1909 - August 1914 Home-Fleet
- 7. August 1914 - Februar 1915 Channel Fleet
- Februar 1915 - Januar 1916 Dardanellen
- Januar 1916 - Mai 1919 Ägäis
- Mai 1919 - August 1919 Reserve
- 1920 zum Abwracken verkauft.[8]

### HMSAgamemnon
- 15. Mai 1905 Kiellegung
- 23. Juni 1906 Stapellauf
- 25. Juni 1908 Indienststellung
- 25. Juni 1908 - August 1914 Home Fleet
- 7. August 1914 - Februar 1915 Channel Fleet
- 9. Februar 1915 - Januar 1916 Dardanellen
- Januar 1916 - März 1919 Ägäis
- 20. März 1919 – 1923 Reserve
- April 1923 - Dezember 1926 Zielschiff
- 1927 zum Abwracken verkauft[8]